# Трагедија наше деце
Трагедија наше деце је југословенски драмски филм, снимљен 1922. године у режији Петра Добриновића.
У Београду је 1922. године основана Државна радионица за израду филмова при Министарству народног здравља, са задатком да снима здравствено-просветне филмове. 
Један од тих филмова био је „Трагедија наше деце“, који се бавио проблемом алкохолизма. Рад овог произвођача прекинута је 1925. године услед недостатка средстава. 
Милутин Бата Николић и Михаило Михаиловић су за ову Државну радионицу снимили неколико поучних, данас изгубљених остварења као што су Грех алкохола и Доктор Токерама, оба филма из из 1923. године